# Международна федерация на тежкочуващите младежи
Международната федерация на тежкочуващите младежи (International Federation of Hard of Hearing Young People, съкр. IFHOHYP) е организация на хората с частично увреден слух на възраст от 18 до 35 г.
Създадена е през 1968 г. от група датчани и шведи с увреден слух. Първоначално основната ѝ дейност са ежегодни летни лагери само за тежкочуващи младежи. По-късно Федерацията разширява обхвата си и се заема с идентифициране на специфични за хората с увреден слух проблеми и лобиране. Цели да подобри живота на тежкочуващите като обучава и насърчава младежите организирано да се застъпват за нуждите си както и като създава чувствителност към проблемите на слуховоувредените. Федерацията работи предимно в полза на хората, които идентифицират себе си като тежкочуващи, а не глухи, независимо от загубата на слуха им. Някои проблеми на тежкочуващите и глухите са общи и по тях Федерацията партнира с организациите на глухите.

## Членове
- Чешки съюз на глухите
- Финландска федерация на тежкочуващите
- Асоциация на тежкочуващите и глухи деца в Трентино, Италия
- Фонд за подпомагане на деца и младежи с увреждания, Русия
- Словашки клуб на тежкочуващите младежи
- Бонавентура, Испания Архив на оригинала от 2007-02-06 в Wayback Machine.
- Югехьориг, Швейцария Архив на оригинала от 2007-06-30 в Wayback Machine.
- Холандски съюз на тежкочуващите младежи
- Международен институт за изучаване на култура и образование, Полша
- Шведска организация на тежкочуващите
- Организация „Приятели“, България
- Център за развитие на общественото включване, Сърбия

## Управление
Федерацията е ръководена от борд, съставен от президент, вицепрезидент, секретар и ковчежник, избиран за срок от две години и изпълняващ задълженията си на доброволни начала. Годишното общо събрание (ОС) на организацията е съставено от представители на членуващите организации. Освен избирането на борда, ОС планира бъдещи дейности, контролира работата на борда, ревизира и планира разходите. Всяка година различен член е домакин на ОС в държавата си. Всички членове на борда и на ОС са младежи с увреден слух.

## Дейности
Една от основните дейности на Международната федерация на тежкочуващите е да лобира в полза на хората с увреден слух. Чрез членството си в Европейския форум на хората с увреждания Федерацията представя исканията си на по-високо равнище.
Традиция са работните срещи, организирани заедно със Съвета на Европа. На тези срещи тежкочуващи младежи от страни членки на СЕ обсъждат решения на най-наболелите проблеми на тежкочуващите.
Всяка година член на Федерацията организира летен лагер за тежкочуващи младежи, на който освен отдих участниците получават и възможност да се изяват изцяло в среда на себеподобни, както и да срещнат други хора с увреден лух от цяла Европа.
През 2007 година Федерацията участва в кампанията на Съвета на Европа „Всички различни - всички заедно“ с изработка и разпространение на DVD и брошура „Какво е да си млад и с увреден слух в Европа“.